# Friedrich Wilhelm Kücken
Friedrich Wilhelm Kücken född den 16 november 1810 i Bleckede, Landkreis Lüneburg, död den 3 april 1882 i Schwerin var en tysk musiker och tonsättare under romantiken.

## Biografi
Kücken fick först undervisning av sin far i flöjt, violin och piano och senare av sin svåger Lührs, i Schwerin. 1829 lämnade han Schwerin för Hamburg där han skrev sina första sånger och pianostycken. Från 1836 till 1843 studerade han komposition och sång i Berlin och var också under denna tid medlem i Berlins sångakademi (Sing-Akademie zu Berlin).
1843 reste han till Schweiz och Paris och 1847 till Stuttgart där hans opera Der Prätendent uppfördes. Mellan 1851 och 1861 var han hovkapellmästare. 1862 lämnade han sin befattning i Stuttgart och återvände till Schwerin.
Kücken tonsatte en mängd samtida texter och skrev många piano-, kör- och scenverk. Sångerna översattes till många språk och spreds över stora delar av världen, bland annat i USA. 

## Verk

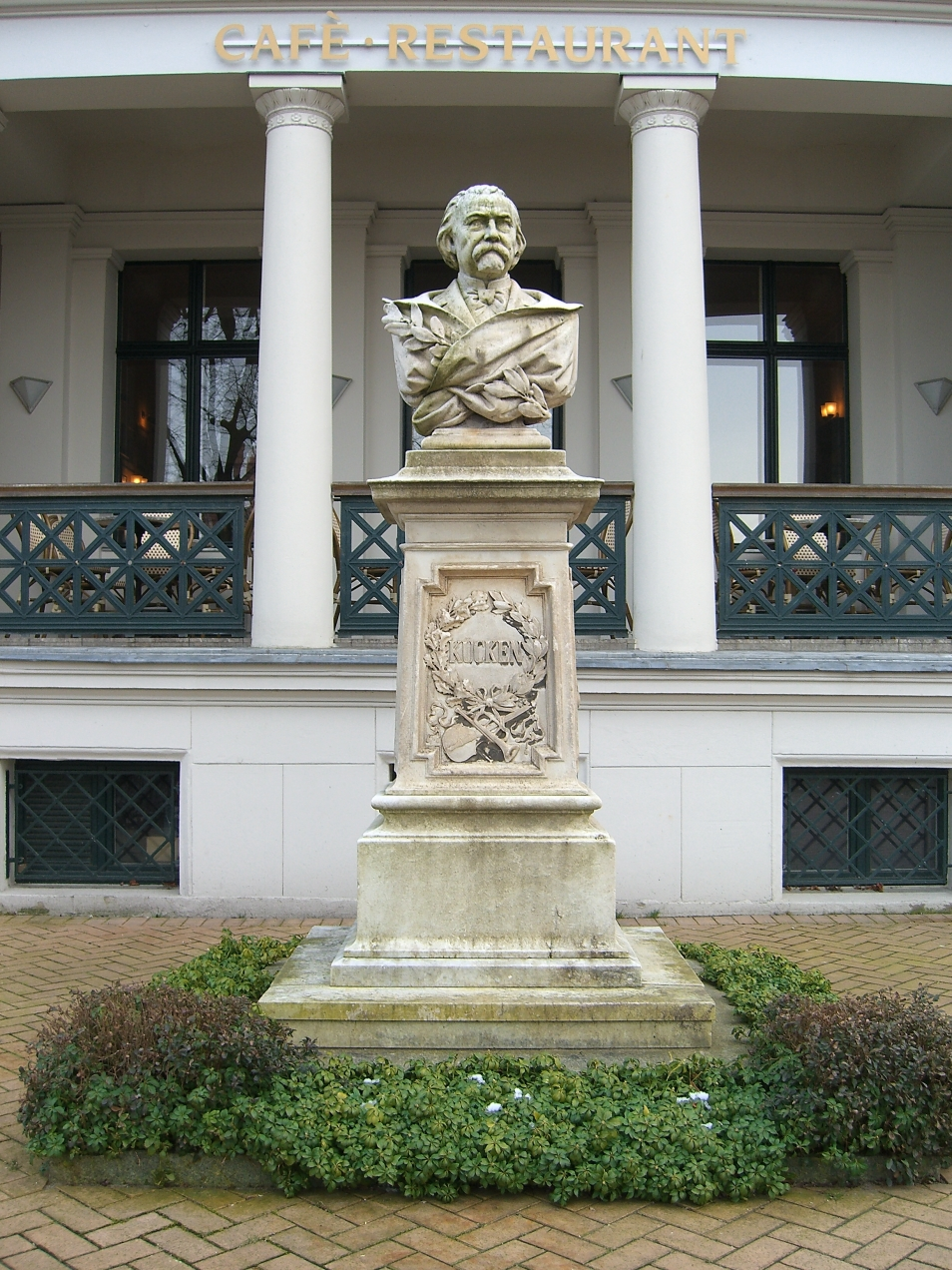
Staty av F. W. Kücken i Schwerin, 1885.

### Sånger
- Loreley: Ballade; Dikt av Heinrich Heine för bas med pianoackompanjemang, op. 3.
- 6 sånger op. 14 för en röst med gitarrackompanjemang

1. Schlummerlied
2. Wanderlied
3. Die Erwartung
4. Altes Liebeslied
5. Der Kuss
6. Frühlingsreigen

- Tragödie. Dikt i tre delar av Heinrich Heine för en röst med pianoackompanjemang, op. 10
- Barcarole: Treibe Schifflein, op. 15 nr. 2.
- Tolv duetter för två röster med pianoackompanjemang op. 8, 15, 21, 30.
- Die Fischer: Es wehen vom Ufer die Lüfte för två röster med pianoackompanjemang.
- „Ach, wie ist's möglich dann“, text Helmina von Chézy efter en visa från Thüringen.
- „Wer will unter die Soldaten“, text Friedrich Güll.
- Kvartetter för mansröster, op. 22

1. Des Morgens, wenn die Hähne krähen
2. Ruhe süss Liebchen im Schatten ("Slumra i skuggan av natten")
3. Hinaus in Waldesgrün
4. Herr Vetter, o Herr Vetter!

- 5-stämmiga sånger för sopran, alt, tenor och bas, op. 25.

1. Wenn Veilchen blau
2. Horch! die Lerch im Aetherblau
3. Su su Puthöneken
4. Er steiget auf die Alma
5. Spazieren wollt' ich reiten

- 5 sånger op. 34

1. Nr. 1: Du wunderholde Maid!
2. Nr. 2: Das Mädchen von Judah
3. Nr. 3: Abschied
4. Nr. 4: Die Rose
5. Nr. 5: Schlummerlied

### Pianoverk
- Grande Polonaise Brillante, op. 4 för fyrhändigt piano
- Deux duos en forme des sonates pour pianoforte et violon concertant ou violoncelle ou flûte, op. 16.
- Grosse Sonate för piano och violin (eller violoncell), op. 90.

### Sceniska verk
- Die Flucht nach der Schweiz (libretto av Carl Blum), opera i en akt op. 24 (uruppförande den 26 februari 1839 i Berlin).
- Der Prätendent (libretto av Carl Philipp Berger), romantisk-komisk opera i tre akter (uruppförande den 21 april 1847 i Stuttgart).
- Maienzauber (libretto av Gustav von Putlitz)
- Festspiel (uruppförande 1864 Schwerin).